# Rochester (New York)
 For alternative betydninger, se Rochester. (Se også artikler, som begynder med Rochester)
Rochester er en amerikansk by og administrativt centrum i det amerikanske county Monroe County i staten New York. I 2009 havde byen et indbyggertal på 220.000.
Byen ligger ved udløbet af  Genesee-floden i Lake Ontario, omkring 110 km øst for byen Buffalo.

## Kendte personer fra Rochester
- George Eastman
- Manuel Rivera-Ortiz
- Steve Gadd